# Луцький художній музей
Лу́цький худо́жній музе́й — музей образотворчих мистецтв у місті Луцьку.

## Історія
Художній музей відкрито 6 листопада 1973 року. У повоєнні роки музей існував як відділок Волинського краєзнавчого музею. До складу відділка краєзнавчого музею були також передані картини колишньої мистецької збірки Олицького замку, що належав родині Радзивілл.

## Приміщення
Під експонати Луцького художнього музею віддане приміщення колишнього Будинку повітової канцелярії і шляхетських судів. Будинок було вибудовано 1789 року на підмурках колишнього княжого палацу в замку.

## Фонди

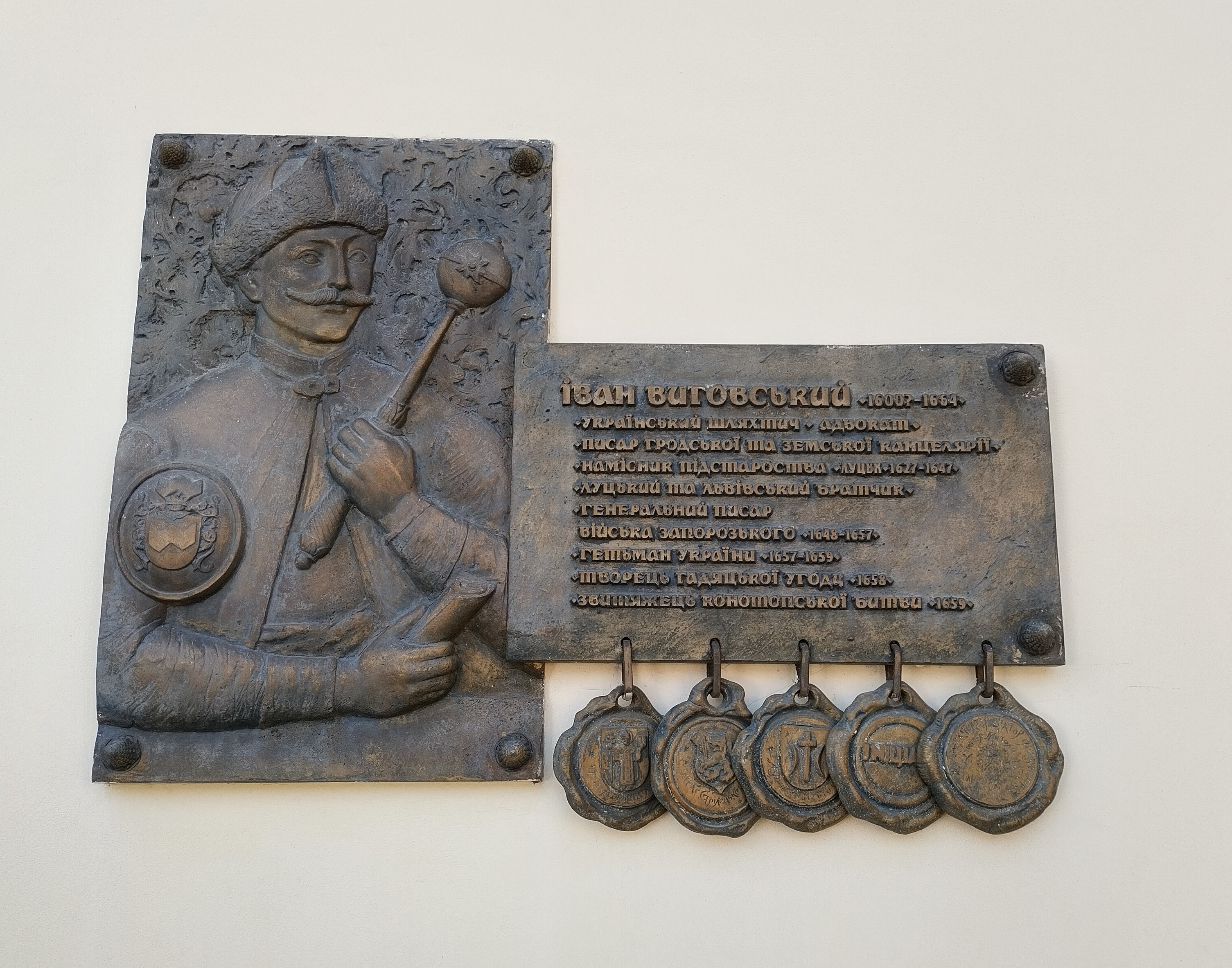
Меморіальна дошка Івану Виговському при вході в музей

Фонди музею складаються з націоналізованих мистецьких речей 1940 року, з переданих експонатів, що зберігалися у музеях Луцька до 1939 року та більш пізніх надходжень. Найбільш мистецькі вартісними були залишки картинної галереї з Олицького замку (переданого під Луцьку божевільню) та тамтешньої каплички.
Отримані твори надали можливість пунктиром показати шляхи розвитку мистецтва Італії, Іспанії, Фландрії, Франції, Німеччини, Австрії, Британії, Російської імперії. Найбільший серед означених — відділок мистецтва Польщі.
У розділі Російської імперії та України експоновані твори — І. К. Айвазовського, Р. Г. Судковського, В. А. Попова, К. В. Лемоха, Л. П. Остапенка, В. Д. Орловського, Ф. С. Красицького. Окрема ділянка — картини Андроника Лазарчука, уродженця Волині, що навчався в Петербурзькій академії мистецтв.
У підрадянські часи мистецькі скарби Олицького замку грабували і нищили радянські вояки. Згодом сюди прибували агенти з музейних і державних установ СРСР, що вивозили картини і книги. Повного каталога чи інвентаря колишньої збірки не було створено. Частка творів перевезена до міст Львів, Київ, Ленінград тощо.

## На початок 21 століття
2003 року, до ювілею художнього музею, було створено нову експозицію старовинного українського портрета. Більшість полотен різного мистецького ґатунку створена невідомими майстрами і походить з портретної галереї магнатів Радзивіллів.
Серед творів художнього музею — Алессандро Маньяско, Ніколя Пуссен (або його школа), Франс Снейдерс, Жак Куртуа. До мистецьки вартісних належить оригінал неаполітанського майстра Хосе де Рібера — "Святий Єронім ". Полотно відносять до зрілих років митця. Представлено відомого католицького святого в пустелі під час пристрасної молитви. Релігійний образ прикрашав колись капличку в замку.
У відреставровному приміщенні Повітової канцелярії відкрито експозицію в шести залах, де репрезентовано 137 картин першої черги.